# RTL
RTL (скраћеница од енгл. Resistor-Transistor Logic) што значи „отпорник-транзистор логика“, је технолошка генерација логичких врата, створена 50-их година 20. вијека.
RTL је прва генерација транзисторских логичких врата кориштена у дигиталној логици, касније генерације су биле DTL и TTL.
Ова технологија је кориштена у неким рачунарима 50-их и 60-их година 20. вијека.

## Рад
Најједноставније коло је инвертер. Високи напон (логичка јединица) на бази транзистора узрокује ток струје базе. Ово узрокује струју колектора, и напон колектор-емитер пада на логичку нулу (напон засићења) 0-0,2 V.
У НИЛИ колу на слици, било који улаз треба бити „висок“ да би потекла струја колектора и произвела логичку нулу на излазу.

## Предности и недостаци
Предност је била мали утрошак транзистора, што је 50-их година било важно, због високе цијене транзистора.
Осим тога, број улаза се могао лако повећати додатком базних отпорника, и даље користећи само један транзистор.
Ове предности су ишчезле појавом интегрисаних кола, на којима је било лакше додати транзистор или диоду него отпорник.
Недостатак технологије је био приличан утрошак струје у стању логичке нуле (транзистор у засићењу).

## Побољшања
Разне методе су кориштене да се убрза рад транзистора у RTL колима. Неке од тих су еволуирале у RCTL и DTL.

### RCTL
RCTL (енгл. Resistor-Capacitor-Transistor Logic) што значи „отпорник-кондензатор-транзистор логика“ је технолошка генерација логичких врата, створена 50-их година 20. вијека.
RCTL је модификација RTL технологије, са додатим кондензаторима паралелно са отпорницима базе транзистора.
Кондензатори су омогућили бржи рад, али је и осјетљивост на сметње повећана, као и број компоненти.